# 寶拉·拉德克利夫

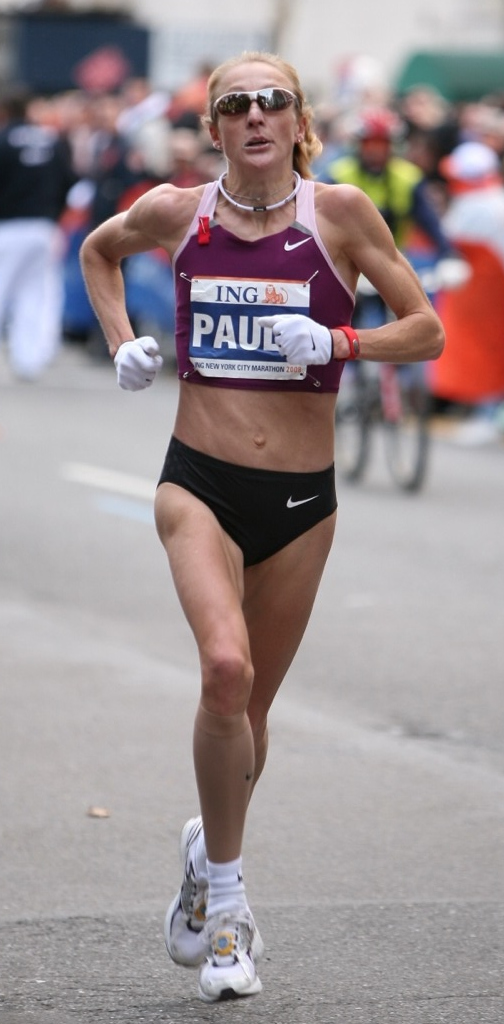
寶拉·拉德克利夫在2008年紐約馬拉松

寶拉·簡·拉德克利夫，MBE（英語：Paula Jane Radcliffe，1973年12月17日—），是英國已退役女子長跑運動員。她是三屆倫敦馬拉松冠軍（2002年、2003年、2005年）、三屆紐約馬拉松冠軍（2004年、2007年、2008年）和2002年芝加哥馬拉松冠軍。她曾是有史以來最快的女子馬拉松運動員，在2003年至2019年被布里吉德·科斯蓋打破時，以2小時15分25秒的成績保持了16年的女子世界馬拉松紀錄。
拉德克利夫是馬拉松、半程馬拉松和越野賽跑的前世界冠軍。她還獲得過歐洲10000公尺和越野賽跑冠軍。在田徑場上，拉德克利夫在1999年世界田徑錦標賽上獲得了10000公尺銀牌，並在2002年大英國協運動會獲得5000公尺冠軍。她連續四次代表英國參加奧林匹克運動會（1996年至2008年），儘管她從未獲得過奧運會獎牌。
她的跑步為她贏得了多項榮譽，包括BBC年度體壇風雲人物、勞倫斯年度世界復出獎、國際田聯年度最佳運動員、AIMS年度世界運動員獎（3次）和大英帝國勳章（MBE）。她還多次被提名為年度世界女運動員。2010年，她入選了英格蘭田徑名人堂。
她在2015年倫敦馬拉松賽結束了她的競技跑步生涯。